# Liste der Einträge im National Register of Historic Places im Kennebec County
Die Liste der Registered Historic Places im Kennebec County führt alle Bauwerke und historischen Stätten des Kennebec Countys in Maine auf, die in das National Register of Historic Places aufgenommen wurden.

## Aktuelle Einträge
| [ 1 ] | Name                                                | Bild                                                | Eintragsdatum                                    | Lage | Ort                    | Beschreibung |
| ----- | --------------------------------------------------- | --------------------------------------------------- | ------------------------------------------------ | --- | ---------------------- | --- |
| 1     | D.V. Adams Co.-Bussell and Weston                   | D.V. Adams Co.-Bussell and Weston                   | 2. Mai 1986 ID-Nr. 86001690                      | 190 Water St. 44° 18′ 59″ N, 69° 46′ 28″ W                                                                            | Augusta                | Geschäftshaus in Downtown Augusta |
| 2     | Alls Souls Church                                   | Alls Souls Church                                   | 31. Jan. 1978 ID-Nr. 78000178                    | 70 State St. 44° 18′ 59″ N, 69° 46′ 38″ W                                                                             | Augusta                | Ehemaliges Kirchengebäude, erbaut 1879 |
| 3     | Androscoggin Yacht Club                             |                                                     | 31. Okt. 2012 ID-Nr. 12000893                    | 22 Lake St. 44° 20′ 52,2″ N, 70° 4′ 8,1″ W                                                                            | Wayne                  | Privater Yachtclub, 1909 gegründet, das Clubhaus wurde 2012 unter Denkmalschutz gestellt                                                                                        |
| 4     | Arnold Trail to Quebec                              | Arnold Trail to Quebec                              | 1. Okt. 1969 ID-Nr. 69000018                     | Weg entlang des Kennebec River, durch Wayman und Flagstaff Lakes nach Québec, Kanada 44° 40′ 49″ N, 69° 59′ 18″ W     | Augusta                | Route, die Benedict Arnold auf seinem Weg im Amerikanischen Unabhängigkeitskrieg nach Kanada nahm                                                                               |
| 5     | Former Augusta City Hall                            | Former Augusta City Hall                            | 26. Sep. 1997 ID-Nr. 97001134                    | 1 Cony St. 44° 19′ 1″ N, 69° 46′ 18″ W                                                                                | Augusta                | Ehemalige City Hall, gebaut 1895–1896, diente bis 1987 als City Hall und heute als Wohngebäude                                                                                  |
| 6     | Charles M. Bailey Public Library                    | Charles M. Bailey Public Library                    | 20. Juni 1985 ID-Nr. 85001264                    | Bowdoin St. 44° 18′ 29″ N, 69° 58′ 24″ W                                                                              | Winthrop               | Bücherei, das Gebäude wurde 1916 aus Granit errichtet |
| 7     | Moses Bailey House                                  | weitere Bilder                                      | 8. Nov. 1984 ID-Nr. 84000325                     | State Route 135 44° 18′ 20″ N, 69° 55′ 24″ W                                                                          | Winthrop Center        | Wohnhaus, 1853 erbaut |
| 8     | Algernon Bangs House                                | Algernon Bangs House                                | 19. Feb. 1982 ID-Nr. 82000751                    | 16 E. Chestnut St. 44° 18′ 47″ N, 69° 46′ 2″ W                                                                        | Augusta                | Wohngebäude, gebaut 1892 |
| 9     | Benton Grange No. 458                               |                                                     | 28. Apr. 2004 ID-Nr. 04000373                    | Junction of River Rd. and School Dr. 44° 35′ 21″ N, 69° 35′ 6″ W                                                      | Benton                 | Die Benton Grange Hall wurde 1915 erbaut. |
| 10    | James G. Blaine House                               | James G. Blaine House                               | 15. Okt. 1966 ID-Nr. 66000024                    | Capitol and State Sts. 44° 18′ 28″ N, 69° 46′ 53″ W                                                                   | Augusta                | Wohngebäude, seit 1919 Wohnsitz des Gouverneurs von Maine mit Familie |
| 11    | Blossom House                                       |                                                     | 7. Apr. 1989 ID-Nr. 89000250                     | Main St. 44° 14′ 16″ N, 70° 2′ 12″ W                                                                                  | Monmouth               | Als Museum im Federal Style 1808 errichtetes Gebäude |
| 12    | Bond Street Historic District                       | Bond Street Historic District                       | 11. Apr. 2014 ID-Nr. 14000137                    | 8, 9, 12, 18, 21, 22 & 25 Bond St., 44° 19′ 13,8″ N, 69° 46′ 27,1″ W                                                  | Augusta                | Historic District in der Bond Street |
| 13    | Brick School                                        |                                                     | 18. Apr. 1977 ID-Nr. 77000068                    | South of Winslow on Cushman Rd. 44° 30′ 38″ N, 69° 37′ 51″ W                                                          | Winslow                | Einraumschule, erbaut 1810 |
| 14    | Brown Memorial Library                              | Brown Memorial Library                              | 28. Apr. 1975 ID-Nr. 75000099                    | 53 Railroad St. 44° 38′ 19,7″ N, 69° 30′ 11,5″ W                                                                      | Clinton                | Bücherei, 1899 im Richardsonian-Romanesque-Stil erbaut, Architekt John Calvin Stevens                                                                                           |
| 15    | Capitol Complex Historic District                   | Capitol Complex Historic District                   | 31. Dez. 2001 ID-Nr. 01001417                    | State and Capitol Sts. 44° 18′ 24″ N, 69° 46′ 49″ W                                                                   | Augusta                | Historic District am Capitol Complex |
| 16    | Capitol Park                                        | Capitol Park                                        | 7. Apr. 1989 ID-Nr. 89000252                     | Capitol St., Kennebec River, Union St. und State St. 44° 18′ 23″ N, 69° 46′ 43″ W                                     | Augusta                | Öffentlicher Park des Bundesstaates Maine, gegründet 1827 |
| 17    | Chandler Store                                      |                                                     | 20. Juni 1985 ID-Nr. 85001263                    | State Route 27 44° 31′ 41″ N, 69° 53′ 19″ W                                                                           | Belgrade               | Geschäftshaus, erbaut 1838 |
| 18    | China Village Historic District                     |                                                     | 23. Nov. 1977 ID-Nr. 77000069                    | State Route 9 44° 28′ 41″ N, 69° 31′ 10″ W                                                                            | China                  | Historic District im China Village von China |
| 19    | Christ Episcopal Church                             | Christ Episcopal Church                             | 24. Juli 1973 ID-Nr. 73000129                    | 1 Dresden Ave. 44° 13′ 39″ N, 69° 46′ 32″ W                                                                           | Gardiner               | Kirchengebäude, errichtet 1820 im Stil der Neugotik |
| 20    | Edmund and Rachel Clark Homestead                   |                                                     | 4. Okt. 2006 ID-Nr. 06000921                     | Anschrift wird nicht bekannt gegeben                                                                                  | China                  | Farmgebäude aus dem späten 18. Jahrhundert |
| 21    | Cobbossee Lighthouse                                | Cobbossee Lighthouse                                | 12. Jan. 1984 ID-Nr. 84001369                    | Ladies Delight Island 44° 18′ 28″ N, 69° 53′ 34″ W                                                                    | Winthrop               | Leuchtturm, 1908 erbaut |
| 22    | Cobbosseecontee Dam Site                            |                                                     | 3. Juni 1976 ID-Nr. 76000219                     | Anschrift wird nicht bekannt gegeben                                                                                  | Manchester             | |
| 23    | Colburn House State Historic Site                   | Colburn House State Historic Site                   | 28. Juli 2004 ID-Nr. 04000741                    | Arnold Rd., Old State Route 27 (0.1 miles south of its junction with State Route 27) 44° 11′ 52″ N, 69° 45′ 16″ W     | Pittston               | Wohnhaus, erbaut 1765 |
| 24    | Colburn School                                      |                                                     | 11. Jan. 2001 ID-Nr. 00001633                    | Arnold Rd., 0.4 miles south of its junction with State Route 27 44° 11′ 49″ N, 69° 45′ 4″ W                           | Pittston               | Schulhaus, erbaut 1815 |
| 25    | Colcord Farmstead                                   |                                                     | 29. Dez. 2005 ID-Nr. 05001468                    | 184 Unity Rd. 44° 35′ 48,5″ N, 69° 32′ 21,8″ W                                                                        | Benton                 | Historische Farmanwesen, errichtet 1786 |
| 26    | Colonial Theater                                    | Colonial Theater                                    | 8. Okt. 2014 ID-Nr. 14000834                     | 139 Water St. 44° 19′ 4,1″ N, 69° 46′ 23,5″ W                                                                         | Augusta                | Historisches Filmtheater, erbaut 1913 |
| 27    | Cony High School                                    | Cony High School                                    | 29. Sep. 1988 ID-Nr. 88001841                    | Cony Circle at Cony and Stone Sts. 44° 18′ 58″ N, 69° 46′ 3″ W                                                        | Augusta                | Historisches Schulgebäude, erbaut zwischen 1926 und 1932 |
| 28    | Gov. Samuel Cony House                              | Gov. Samuel Cony House                              | 11. Apr. 1985 ID-Nr. 85000732                    | 71 Stone St. 44° 18′ 43,4″ N, 69° 45′ 49,7″ W                                                                         | Augusta                | Wohnhaus, erbaut 1846 im Greek-Revival-Stil |
| 29    | Crosby Street Historic District                     | Crosby Street Historic District                     | 11. Sep. 1986 ID-Nr. 86002438                    | Crosby St. and Crosby Ln. 44° 19′ 5″ N, 69° 46′ 32″ W                                                                 | Augusta                | Historic District an der Crosby Street und Crosby Lane |
| 30    | Cumston Hall                                        | Cumston Hall                                        | 14. Aug. 1973 ID-Nr. 73000130                    | Main St. 44° 14′ 28″ N, 70° 2′ 4″ W                                                                                   | Monmouth               | Gebäude, 1900 im Stil der Romanik errichtet |
| 31    | Cushnoc (ME 021.02)                                 | Cushnoc (ME 021.02)                                 | 27. Okt. 1989 ID-Nr. 89001703                    | Near Fort Western 44° 18′ 55,5″ N, 69° 46′ 16,3″ W                                                                    | Augusta                | Stätte des Handelspostens der Plymouth Colony aus dem 17. Jahrhundert |
| 32    | John Davis House                                    |                                                     | 14. Juli 1983 ID-Nr. 83000454                    | State Route 9 44° 16′ 31″ N, 69° 46′ 21″ W                                                                            | Chelsea                | Wohnhaus, errichtet zwischen 1815 und 1820 im Federal-Stil |
| 33    | Dinsmore Grain Company Mill                         |                                                     | 3. Nov. 1979 ID-Nr. 79000147                     | West of Palermo on State Route 3 44° 24′ 32″ N, 69° 28′ 28″ W                                                         | China                  | Mühle, 1914 erbaut |
| 34    | Doughty Block                                       | Doughty Block                                       | 2. Mai 1986 ID-Nr. 86001691                      | 265 Water St. 44° 18′ 55″ N, 69° 46′ 28″ W                                                                            | Augusta                | Geschäftshaus, erbaut 1890 |
| 35    | Dutton-Small House                                  |                                                     | 18. Dez. 1990 ID-Nr. 90001907                    | Bog Rd. west of Taber Hill Rd. 44° 26′ 22″ N, 69° 39′ 15″ W                                                           | Vassalboro             | Wohnhaus, erbaut 1825 im Federal-Stil |
| 36    | East Vassalboro Grist and Saw Mill                  | East Vassalboro Grist and Saw Mill                  | 28. Jan. 1982 ID-Nr. 82000752                    | State Route 32 44° 27′ 7″ N, 69° 36′ 24″ W                                                                            | East Vassalboro        | Mühlenkomplex aus dem 18. Jahrhundert |
| 37    | Dr. J.W. Ellis House                                | Dr. J.W. Ellis House                                | 15. Aug. 1979 ID-Nr. 79000148                    | 62 State St. 44° 19′ 2″ N, 69° 46′ 38″ W                                                                              | Augusta                | Wohnhaus, erbaut 1855 im Greek-Revival-Stil |
| 38    | Elm Hill Farm                                       |                                                     | 25. Aug. 1970 ID-Nr. 70000045                    | Litchfield Rd. 44° 16′ 48″ N, 69° 47′ 57″ W                                                                           | Hallowell              | Farmanwesen, gegründet 1799 |
| 39    | First Baptist Church                                | First Baptist Church                                | 7. Nov. 1976 ID-Nr. 76000095                     | Park and Elm Sts. 44° 33′ 6″ N, 69° 37′ 59″ W                                                                         | Waterville             | Kirchengebäude, erbaut 1826 |
| 40    | Fort Halifax                                        | Fort Halifax                                        | 24. Nov. 1968 ID-Nr. 68000015                    | On U.S. Route 201 at Winslow 44° 32′ 5″ N, 69° 37′ 47″ W                                                              | Winslow                | Ehemaliger britischer Außenposten am Sebasticook River, erbaut 1754 |
| 41    | Fort Western                                        | Fort Western                                        | 2. Dez. 1969 ID-Nr. 69000009                     | Bowman St. 44° 18′ 59″ N, 69° 46′ 16″ W                                                                               | Augusta                | Ehemaliger britischer Außenposten am Kennebec River, erbaut 1754 |
| 42    | Foster Farm Barn                                    |                                                     | 9. Nov. 2015 ID-Nr. 15000768                     | 538 Augusta Rd. 44° 29′ 28,3″ N, 69° 51′ 21,2″ W                                                                      | Belgrade               | Historische Molkerei, zwischen 1900 und 1910 erbaut |
| 43    | Foster-Redington House                              | Foster-Redington House                              | 11. Apr. 2014 ID-Nr. 14000138                    | 8 Park Place 44° 33′ 7,9″ N, 69° 38′ 0,6″ W                                                                           | Waterville             | Wohnhaus, erbaut 1883 im Queen-Anne-Stil |
| 44    | Fuller-Weston House                                 | Fuller-Weston House                                 | 22. März 1984 ID-Nr. 84001374                    | 11 Summer St. 44° 18′ 59″ N, 69° 46′ 45″ W                                                                            | Augusta                | Wohnhaus, erbaut 1818 im Federal Style |
| 45    | Guy P. Gannett House                                | Guy P. Gannett House                                | 28. Apr. 1983 ID-Nr. 83000455                    | 184 State St. 44° 18′ 32″ N, 69° 46′ 52″ W                                                                            | Augusta                | Wohnhaus, erbaut 1911 im Mediterranean-Revival-Stil |
| 46    | Gardiner Historic District                          | Gardiner Historic District                          | 6. Mai 1980 ID-Nr. 80000233                      | Water St. 44° 13′ 45″ N, 69° 46′ 15″ W                                                                                | Gardiner               | Historic District im Geschäftsviertel von Gardiner |
| 47    | Gardiner Railroad Station                           | Gardiner Railroad Station                           | 29. Okt. 1982 ID-Nr. 82000423                    | 51 Maine Ave. 44° 13′ 51″ N, 69° 46′ 18″ W                                                                            | Gardiner               | Ehemalige Eisenbahnstation, 1911 erbaut |
| 48    | Governor’s House                                    | Governor’s House                                    | 23. Feb. 1974 ID-Nr. 74000319                    | Off State Route 17 44° 16′ 48,3″ N, 69° 42′ 8,2″ W                                                                    | Togus                  | Wohnhaus, 1869 erbaut |
| 49    | Peter Grant House                                   |                                                     | 17. Mai 1976 ID-Nr. 76000096                     | 10 Grant St. 44° 14′ 29″ N, 69° 46′ 27″ W                                                                             | Farmingdale            | Wohnhaus, 1830 im Greek-Revival-Stil erbaut |
| 50    | William F. Grant House                              |                                                     | 17. Mai 2006 ID-Nr. 06000396                     | 869 Main St. 44° 28′ 57″ N, 69° 37′ 20″ W                                                                             | North Vassalboro       | Wohnhaus, 1850 im Stil der Neugotik erbaut |
| 51    | Hallowell Historic District                         | Hallowell Historic District                         | 28. Okt. 1970 ID-Nr. 70000076                    | The hillside of Hallowell 44° 17′ 5″ N, 69° 47′ 40″ W                                                                 | Hallowell              | Historic District in Downtown Hallowell |
| 52    | Hartford Fire Station                               |                                                     | 15. Feb. 2005 ID-Nr. 100001927                   | 1 Hartford Sq. 44° 18′ 43,5″ N, 69° 46′ 32″ W                                                                         | Augusta                | Historische Feuerwache |
| 53    | Heald House                                         | Heald House                                         | 15. Feb. 2005 ID-Nr. 05000058                    | 19 West St. 44° 33′ 13″ N, 69° 38′ 14″ W                                                                              | Waterville             | Wohnhaus, erbaut 1916 im Stil des Prairie House |
| 54    | Gov. John F. Hill Mansion                           | Gov. John F. Hill Mansion                           | 21. Nov. 1977 ID-Nr. 77000070                    | 136 State St. 44° 18′ 45″ N, 69° 46′ 44″ W                                                                            | Augusta                | Wohnhaus, erbaut 1901 im Stil der Colonial-Revival-Architektur |
| 55    | Ella R. Hodgkins Intermediate School                | Ella R. Hodgkins Intermediate School                | 14. Juli 2015 ID-Nr. 15000417                    | 17 Malta St. 44° 18′ 58″ N, 69° 45′ 25,6″ W                                                                           | Augusta                | Schulgebäude, erbaut 1958 |
| 56    | Hussey-Littlefield Farm                             |                                                     | 12. Jan. 2016 ID-Nr. 15000969                    | 63 Hussey Rd. 44° 31′ 45,5″ N, 69° 26′ 0,6″ W                                                                         | Albion                 | Historische Farmanlage |
| 57    | Abel Jones House                                    |                                                     | 4. Aug. 1983 ID-Nr. 83000456                     | Off U.S. Route 202 44° 23′ 53″ N, 69° 34′ 13″ W                                                                       | China                  | Wohnhaus, errichtet 1815 im Federal-Stil |
| 58    | Eli and Sybil Jones House                           |                                                     | 22. März 1984 ID-Nr. 84001376                    | Dirigo Corner 44° 24′ 33″ N, 69° 31′ 17″ W                                                                            | South China            | Wohnhaus, errichtet 1833 |
| 59    | Journal Building                                    | Journal Building                                    | 2. Mai 1986 ID-Nr. 86001692                      | 325-331 Water St. 44° 18′ 50″ N, 69° 46′ 30″ W                                                                        | Augusta                | Geschäftshaus, errichtet 1899 im Renaissance-Revival-Stil |
| 60    | Kennebec Arsenal                                    | Kennebec Arsenal                                    | 25. Aug. 1970 ID-Nr. 70000046                    | Arsenal St. 44° 18′ 29″ N, 69° 46′ 10″ W                                                                              | Augusta                | Historisches Arsenal, hauptsächlich betrieben zwischen 1828 und 1838 |
| 61    | Kennebec County Courthouse                          | Kennebec County Courthouse                          | 25. Juli 1974 ID-Nr. 74000169                    | 95 State St. 44° 18′ 53″ N, 69° 46′ 39″ W                                                                             | Augusta                | Das Kennebec County Courthouse wurde 1829 im Greek-Revival-Stil erbaut und zweimal vergrößert.                                                                                  |
| 62    | Kent Burying Ground                                 |                                                     | 31. Dez. 2008 ID-Nr. 08001254                    | Northeastern corner of Fayette Corner Rd. and Oak Hill Rd. 44° 25′ 12,4″ N, 70° 4′ 17,4″ W                            | Fayette                | Historischer Friedhof, 1880 gegründet |
| 63    | Kent’s Hill School Historic District                | Kent’s Hill School Historic District                | 26. Apr. 1979 ID-Nr. 79000149                    | State Route 17 44° 24′ 6″ N, 70° 0′ 9″ W                                                                              | Kent’s Hill            | Kents Hill School Historic District |
| 64    | Kresge Building                                     | Kresge Building                                     | 2. Mai 1986 ID-Nr. 86001693                      | 241-249 Water St. 44° 18′ 57″ N, 69° 46′ 28″ W                                                                        | Augusta                | Geschäftsgebäude, 1932 erbaut im Stil der Amerikanischen Moderne |
| 65    | Philip Leach House                                  |                                                     | 20. Okt. 1983 ID-Nr. 83003644                    | Hussey Hill Rd. 44° 26′ 54″ N, 69° 36′ 33″ W                                                                          | Vassalboro             | Wohngebäude, 1805 erbaut im Federal-Stil |
| 66    | Jesse Lee Church                                    |                                                     | 19. Juli 1984 ID-Nr. 84001378                    | State Route 17 and Plains Rd. 44° 21′ 44″ N, 69° 54′ 44″ W                                                            | Readfield              | Kirchengebäude, 1795 errichtet |
| 67    | Libby-Hill Block                                    | Libby-Hill Block                                    | 2. Mai 1986 ID-Nr. 86001694                      | 227-233 Water St. 44° 18′ 58″ N, 69° 46′ 27″ W                                                                        | Augusta                | Geschäftsgebäude, 1866 erbaut aus Granit; eines der ältesten Geschäftsgebäude aus Granit                                                                                        |
| 68    | The Lion (Lokomotive)                               | The Lion (Lokomotive)                               | 15. Dez. 1976 ID-Nr. 76000118                    | Maine State Museum 44° 18′ 22,2″ N, 69° 46′ 56,8″ W                                                                   | Augusta                | Dampflokomotive, erbaut 1846, auch gelistet in der University of Maine at Machias                                                                                               |
| 69    | Lithgow Library                                     | Lithgow Library                                     | 24. Juli 1974 ID-Nr. 74000170                    | Winthrop St. 44° 18′ 56″ N, 69° 46′ 41″ W                                                                             | Augusta                | Öffentliche Bücherei, erbaut 1894 bis 1896 im Stil der Neuromanik |
| 70    | Lockwood Mill Historic District                     | Lockwood Mill Historic District                     | 8. Mai 2007 ID-Nr. 07000412                      | 6, 6B, 8, 10, and 10B Water St. 44° 32′ 46″ N, 69° 37′ 47″ W                                                          | Waterville             | Mühlenkomplex aus dem 19. Jahrhundert |
| 71    | Alvin O. Lombard House                              | Alvin O. Lombard House                              | 19. Feb. 1982 ID-Nr. 82000753                    | 65 Elm St. 44° 33′ 0″ N, 69° 37′ 59″ W                                                                                | Waterville             | Wohnhaus, 1908 im Shingle-Stil errichtet |
| 72    | Jon Lund Site                                       |                                                     | 21. Nov. 1980 ID-Nr. 80000234                    | Anschrift wird nicht bekannt gegeben                                                                                  | Winthrop               | Archäologische Stätte |
| 73    | Maine Archeological Survey Site 53.36               |                                                     | 27. Dez. 1990 ID-Nr. 90001901                    | Anschrift wird nicht bekannt gegeben                                                                                  | Winslow                | Archäologische Stätte |
| 74    | Maine Industrial School for Girls Historic District | Maine Industrial School for Girls Historic District | 22. Apr. 2003 ID-Nr. 03000289                    | Winthrop St., 0.5 miles west of its junction with Water St. 44° 17′ 30″ N, 69° 47′ 51″ W                              | Hallowell              | Historische Schule von 1874 bis 1970 |
| 75    | Maine Insane Hospital                               | Maine Insane Hospital                               | 19. Juli 1982 ID-Nr. 82000754                    | Hospital St. 44° 18′ 6″ N, 69° 46′ 12″ W                                                                              | Augusta                | Psychiatrische Klinik von 1840 bis 2004 |
| 76    | Maine State House                                   | Maine State House                                   | 24. Apr. 1973 ID-Nr. 73000266                    | Capitol St. 44° 18′ 25″ N, 69° 46′ 56″ W                                                                              | Augusta                | Das Maine State House wurde als Regierungssitz 1829–1832 errichtet. |
| 77    | Masonic Hall                                        | Masonic Hall                                        | 2. Mai 1986 ID-Nr. 86001695                      | 313-321 Water St. 44° 18′ 51″ N, 69° 46′ 30″ W                                                                        | Augusta                | Als Geschäfts- und Verbindungshaus 1894 im Renaissance-Revival-Stil errichtet.                                                                                                  |
| 78    | Memorial Hall                                       | Memorial Hall                                       | 23. Nov. 1977 ID-Nr. 77000071                    | Church St. 44° 32′ 45″ N, 69° 43′ 12″ W                                                                               | Oakland                | Das Gebäude wurde 1870 als Denkmal errichtet. |
| 79    | Mill Agent’s House                                  |                                                     | 6. Okt. 1983 ID-Nr. 83003645                     | State Route 32 44° 29′ 10″ N, 69° 37′ 21″ W                                                                           | North Vassalboro       | Wohnhaus, 1851 errichtet |
| 80    | Moody Mansion                                       | Moody Mansion                                       | 17. Mai 2006 ID-Nr. 06000394                     | State Route 194, across from the junction with Hanley Rd. 44° 10′ 32″ N, 69° 40′ 24″ W                                | Pittston               | Wohnhaus, 1890 als Sommerhaus im Queen-Anne-Stil errichtet |
| 81    | Lot Morrill House                                   | Lot Morrill House                                   | 18. Juli 1974 ID-Nr. 74000171                    | 113 Winthrop St. 44° 19′ 1″ N, 69° 47′ 1″ W                                                                           | Augusta                | Wohnhaus, um 1830 im Greek-Revival-Stil erbaut |
| 82    | Noble Block                                         | Noble Block                                         | 2. Mai 1986 ID-Nr. 86001696                      | 186 Water St. 44° 19′ 0″ N, 69° 46′ 27″ W                                                                             | Augusta                | Geschäftshaus, 1867 erbaut |
| 83    | North Monmouth Library                              |                                                     | 27. März 2017 ID-Nr. 100000807                   | 132 N. Main St. 44° 16′ 32,7″ N, 70° 1′ 40,1″ W                                                                       | Monmouth               | |
| 84    | Oakland Public Library                              | Oakland Public Library                              | 14. Apr. 2000 ID-Nr. 00000375                    | 18 Church St. 44° 32′ 46,6″ N, 69° 43′ 10,9″ W                                                                        | Oakland                | öffentliche Bücherei in Oakland, 1915 errichtet |
| 85    | Oaklands                                            | Oaklands                                            | 27. Juli 1973 ID-Nr. 73000131                    | Southern end of Dresden St. 44° 12′ 48″ N, 69° 45′ 58″ W                                                              | Gardiner               | Wohnhaus, im frühen 19. Jahrhundert im Stil der Neugotik erbaut |
| 86    | Old Post Office                                     | Old Post Office                                     | 18. Juli 1974 ID-Nr. 74000172                    | 295 Water St. 44° 18′ 52″ N, 69° 46′ 26,9″ W                                                                          | Augusta                | Postamt, erbaut 1886–1890 im Stil der Neuromanik |
| 87    | Pendle Hill                                         |                                                     | 4. Aug. 1983 ID-Nr. 83000457                     | Off U.S. Route 202 44° 24′ 37″ N, 69° 33′ 48″ W                                                                       | China                  | Sommerhaus, 1916 errichtet |
| 88    | Pittston Congregational Church                      | Pittston Congregational Church                      | 31. Jan. 1978 ID-Nr. 78000179                    | Junction of State Routes 27 and 194 44° 13′ 2″ N, 69° 45′ 19″ W                                                       | Pittston               | Kirchengebäude, erbaut 1896 |
| 89    | Pond Meeting House                                  |                                                     | 4. Aug. 1983 ID-Nr. 83000458                     | On U.S. Route 202 44° 26′ 47″ N, 69° 31′ 24″ W                                                                        | China                  | Gemeindehaus der Quäker, erbaut 1807 |
| 90    | Powder House Lot                                    | Powder House Lot                                    | 11. Apr. 2002 ID-Nr. 02000348                    | High St., ¼ mile south of its junction with Winthrop St. 44° 17′ 19″ N, 69° 48′ 0″ W                                  | Hallowell              | Munitionslager, erbaut 1819 |
| 91    | Powers House                                        |                                                     | 1. Okt. 1979 ID-Nr. 79000150                     | South of Sidney on State Route 104 44° 23′ 23″ N, 69° 44′ 6,9″ W                                                      | Sidney                 | Gebäude, 1770 erbaut |
| 92    | Pressey House                                       |                                                     | 15. Sep. 1977 ID-Nr. 77000072                    | 32 Belgrade Rd. 44° 32′ 28,1″ N, 69° 43′ 27,7″ W                                                                      | Oakland                | Gebäude, 1855 erbaut |
| 93    | Professional Building                               | Professional Building                               | 19. Feb. 1982 ID-Nr. 82000755                    | 177 and 179 Main St. 44° 33′ 7″ N, 69° 37′ 52″ W                                                                      | Waterville             | Geschäftsgebäude, 1923 im Art déco erbaut |
| 94    | Dr. Samuel Quimby House                             |                                                     | 18. Dez. 1990 ID-Nr. 90001903                    | North Rd. east of its junction with Church Rd. 44° 25′ 49″ N, 69° 56′ 19″ W                                           | Mount Vernon           | Wohnhaus des ersten Arztes vor Ort, errichtet 1800 |
| 95    | Readfield Union Meeting House                       |                                                     | 8. Juli 1982 ID-Nr. 82000756                     | Church Rd. 44° 23′ 22″ N, 69° 58′ 1″ W                                                                                | Readfield              | Historisches Gemeindehaus, 1828 aus Ziegeln im Federal-Stil errichtet |
| 96    | Redington House                                     |                                                     | 21. Juli 1978 ID-Nr. 78000180                    | 64 Silver St. 44° 32′ 49″ N, 69° 38′ 5″ W                                                                             | Waterville             | Wohnhaus, 1814 erbaut, heute Museum |
| 97    | G.W. Reed Travellers Home                           |                                                     | 11. Feb. 1982 ID-Nr. 82000757                    | Anschrift wird nicht bekannt gegeben                                                                                  | Benton                 | Farmgebäude, 1813 erbaut |
| 98    | Laura Richards House                                |                                                     | 14. Juni 1979 ID-Nr. 79000151                    | 3 Dennis St. 44° 13′ 38″ N, 69° 46′ 21″ W                                                                             | Gardiner               | Wohnhaus, 1810 erbaut |
| 99    | River Meetinghouse                                  |                                                     | 19. Sep. 1977 ID-Nr. 77000073                    | U.S. Route 201 and Oak Grove Rd. 44° 28′ 2,1″ N, 69° 40′ 29,7″ W                                                      | Vassalboro             | Gemeindehaus der Quäker, 1786 erbaut |
| 100   | Riverview House                                     |                                                     | 12. Apr. 2001 ID-Nr. 01000369                    | U.S. Route 201 0.15 miles southeast of its junction with Old Federal Rd. 44° 22′ 54″ N, 69° 43′ 7″ W                  | Vassalboro             | Wohnhaus, 1796 erbaut |
| 101   | Edwin Arlington Robinson House                      | Edwin Arlington Robinson House                      | 11. Nov. 1971 ID-Nr. 71000070                    | 67 Lincoln Ave. 44° 13′ 19,9″ N, 69° 46′ 25″ W                                                                        | Gardiner               | Wohngebäude |
| 102   | Row House                                           | Row House                                           | 1. Juli 1970 ID-Nr. 70000047                     | 106-114 2nd St. 44° 17′ 14″ N, 69° 47′ 29″ W                                                                          | Hallowell              | Reihenhaus in Hallowell, erbaut 1840 |
| 103   | Elizabeth Ann Seton Hospital                        |                                                     | 11. Juli 2016 ID-Nr. 16000437                    | 30 Chase Ave. 44° 32′ 57,1″ N, 69° 39′ 31,4″ W                                                                        | Waterville             | |
| 104   | Jonas R. Shurtleff House                            |                                                     | 30. Dez. 1974 ID-Nr. 74000173                    | Augusta Rd. 44° 31′ 36″ N, 69° 38′ 34″ W                                                                              | Winslow                | Wohnhaus, erbaut 1850 |
| 105   | South China Meeting House                           |                                                     | 4. Aug. 1983 ID-Nr. 83000459                     | S. China Village 44° 23′ 45″ N, 69° 34′ 27″ W                                                                         | South China            | Gemeindehaus der Quäker, erbaut 1884 |
| 106   | South Parish Congregational Church and Parish House | South Parish Congregational Church and Parish House | 22. Juni 1980 ID-Nr. 80000235                    | Church St. 44° 19′ 2″ N, 69° 46′ 33″ W                                                                                | Augusta                | Kirchengebäude, erbaut 1865 im Stil der Neugotik |
| 107   | Spruce Point Camps                                  |                                                     | 7. Feb. 2007 ID-Nr. 07000011                     | 84 Bearnstow Rd. 44° 29′ 56″ N, 70° 0′ 51″ W                                                                          | Mount Vernon           | Sommercamp, 1949 gegründet |
| 108   | St. Mark’s Episcopal Church                         | St. Mark’s Episcopal Church                         | 19. Juli 1984 ID-Nr. 84001379                    | 9 Summer St. 44° 18′ 59″ N, 69° 46′ 43″ W                                                                             | Augusta                | Kirchengebäude, erbaut 1886 im Stil der Neugotik |
| 109   | St. Mary’s Church                                   | St. Mary’s Church                                   | 12. Juni 1987 ID-Nr. 87000943                    | 39 Western Ave. 44° 18′ 42″ N, 69° 47′ 3″ W                                                                           | Augusta                | Kirchengebäude, erbaut 1926 im Stil der Neugotik |
| 110   | Starling Grange #156 (former)                       | Starling Grange #156 (former)                       | 5. Apr. 2016 ID-Nr. 16000136                     | 2769 Main St. (ME 17) 44° 26′ 57,5″ N, 70° 4′ 6,6″ W                                                                  | Fayette                | Grange Hall, erbaut 1879 |
| 111   | Capt. Nathaniel Stone House                         |                                                     | 22. Apr. 2003 ID-Nr. 03000292                    | 268 Maine Ave. 44° 14′ 21″ N, 69° 46′ 19″ W                                                                           | Farmingdale            | Wohnhaus, erbaut 1872 |
| 112   | Sturgis and Haskell Building                        | Sturgis and Haskell Building                        | 2. Mai 1986 ID-Nr. 86001697                      | 180-182 Water St. 44° 19′ 0″ N, 69° 46′ 27″ W                                                                         | Augusta                | Geschäftshaus, 1867 erbaut |
| 113   | Tappan-Viles House                                  | Tappan-Viles House                                  | 11. Feb. 1982 ID-Nr. 82000759                    | 154 State St. 44° 18′ 40″ N, 69° 46′ 48″ W                                                                            | Augusta                | Geschäftshaus, 1816 erbaut |
| 114   | The Birches                                         |                                                     | 27. Sep. 1996 ID-Nr. 96001036                    | Off the eastern side of Foster Ln., 0.15 miles south of its junction with State Route 27 44° 31′ 22″ N, 69° 53′ 14″ W | Belgrade Lakes         | Wohnhaus, erbaut 1916 |
| 115   | Togus VA Medical Center and National Cemetery       | Togus VA Medical Center and National Cemetery       | 3. Okt. 2012 ID-Nr. 12000826                     | 1 VA Center 44° 16′ 43,1″ N, 69° 42′ 14,9″ W                                                                          | Togus                  | Veteranenheim |
| 116   | Two Cent Bridge                                     | Two Cent Bridge                                     | 20. Sep. 1973 ID-Nr. 73000132                    | Spans the Kennebec River at Temple St. 44° 33′ 3″ N, 69° 37′ 45″ W                                                    | Waterville and Winslow | Brücke über den Kennebec River |
| 117   | Joseph H. Underwood House                           |                                                     | 28. Dez. 2005 ID-Nr. 05001470                    | 1957 Main St. 44° 24′ 33″ N, 70° 2′ 2″ W                                                                              | Fayette                | Wohnhaus aus Ziegelsteinen, 1837 errichtet |
| 118   | Universalist-Unitarian Church                       | Universalist-Unitarian Church                       | 17. Feb. 1978 ID-Nr. 78000181                    | Silver and Elm Sts. 44° 32′ 48″ N, 69° 38′ 9″ W                                                                       | Waterville             | Kirchengebäude, 1832 errichtet |
| 119   | Vaughan Homestead                                   |                                                     | 6. Okt. 1970 ID-Nr. 70000091                     | Middle St. off Litchfield Rd. 44° 16′ 36″ N, 69° 47′ 43″ W                                                            | Hallowell              | Anwesen, 1797 erbaut |
| 120   | Vickery Building                                    | Vickery Building                                    | 22. März 1984 ID-Nr. 84001380                    | 261 Water St. 44° 18′ 46″ N, 69° 46′ 28″ W                                                                            | Augusta                | Geschäftshaus, 1895 erbaut aus Granit |
| 121   | Vienna Town House                                   |                                                     | 29. Okt. 1982 ID-Nr. 82000424                    | State Route 41 44° 32′ 21″ N, 69° 59′ 57″ W                                                                           | Vienna                 | Verwaltungsgebäude, 1854–55 erbaut |
| 122   | Water Street                                        | Water Street                                        | 17. Jan. 2017 ID-Nr. 100000524                   | 71-286 Water & 1 Winthrop Sts. 44° 18′ 56,2″ N, 69° 46′ 26,3″ W                                                       | Augusta                | Geschäftshaus |
| 123   | Waterville High School                              | Waterville High School                              | 30. Sep. 2010 ID-Nr. 10000807                    | 21 Gilman St. 44° 33′ 13″ N, 69° 38′ 14″ W                                                                            | Waterville             | Schulgebäude, heute Wohngebäude |
| 124   | Waterville Main Street Historic District            | Waterville Main Street Historic District            | 19. Dez. 2012 ID-Nr. 16000675 12001066, 16000675 | Roughly Main & Common Sts.; also 129-179 Main & 13 Appleton Sts. 44° 32′ 58,1″ N, 69° 37′ 47,2″ W                     | Waterville             | Waterville Main Street Historic District Schutzgebiet wurde danach noch erweitert                                                                                               |
| 125   | Waterville Opera House and City Hall                | Waterville Opera House and City Hall                | 1. Jan. 1976 ID-Nr. 76000097                     | Castonguay Sq. 44° 32′ 59″ N, 69° 37′ 47″ W                                                                           | Waterville             | Verwaltungsgebäude, errichtet zu Beginn des 20. Jahrhunderts |
| 126   | Waterville Post Office                              | Waterville Post Office                              | 18. Apr. 1977 ID-Nr. 77000074                    | Main and Elm St. 44° 33′ 8″ N, 69° 37′ 54″ W                                                                          | Waterville             | Postamt, 1911 erbaut |
| 127   | Wayne Town House                                    |                                                     | 1. Jan. 1976 ID-Nr. 76000098                     | State Route 133 44° 21′ 10″ N, 70° 4′ 25″ W                                                                           | Wayne                  | Verwaltungsgebäude, errichtet 1840 |
| 128   | Whitehouse Block                                    | Whitehouse Block                                    | 2. Mai 1986 ID-Nr. 86001698                      | 188 Water St. 44° 19′ 0″ N, 69° 46′ 27″ W                                                                             | Augusta                | Geschäftshaus, 1865 erbaut |
| 129   | Williams Block                                      | Williams Block                                      | 2. Mai 1986 ID-Nr. 86001699                      | 183-187 Water St. 44° 19′ 0″ N, 69° 46′ 28″ W                                                                         | Augusta                | Geschäftshaus, 1862 erbaut |
| 130   | John Williams House                                 |                                                     | 6. Dez. 1984 ID-Nr. 84000531                     | Church St. 44° 30′ 7″ N, 69° 59′ 19″ W                                                                                | Mount Vernon           | Wohnhaus, 1827 erbaut |
| 131   | Wing Family Cemetery                                | Wing Family Cemetery                                | 16. Okt. 1991 ID-Nr. 91001514                    | Eastern side of Pond Rd. north of its junction with State Route 133 44° 22′ 14″ N, 70° 4′ 1″ W                        | Wayne                  | Familienfriedhof, 1867 gegründet |
| 132   | Winthrop Mills Company                              |                                                     | 8. Okt. 2014 ID-Nr. 14000835                     | 149-151 Main Street 44° 18′ 25,9″ N, 69° 58′ 17″ W                                                                    | Winthrop               | Textilmühle |
| 133   | Winthrop Street Historic District                   | Winthrop Street Historic District                   | 6. Aug. 2001 ID-Nr. 01000815                     | State, Bridge, North und South Chestnut, sowie Green Sts. 44° 18′ 54″ N, 69° 46′ 52″ W                                | Augusta                | Im Winthrop Street Historic District ist ein Wohngebiet mit gut erhaltenen Häusern aus dem frühen 19. bis frühen 20. Jahrhundert sowie zwei Kirchen und die Lithgow-Bibliothek. |

## Ehemalige Einträge
| [ 1 ] | Name                     | Bild | Eintragsdatum                 | Lage                                                             | Ort      | Beschreibung                      |
| ----- | ------------------------ | ---- | ----------------------------- | ---------------------------------------------------------------- | -------- | --------------------------------- |
| 1     | Klir Beck House          |      | 23. Nov. 1977 ID-Nr. 77000067 | West of Mt. Vernon off State Route 41 44° 30′ 26″ N, 70° 0′ 5″ W | Vienna   | Durch Brand im Jahr 2000 zerstört |
| 2     | Christian Science Church |      | 13. Juni 1986 ID-Nr. 86001271 | 17 Lincoln Ave. 44° 13′ 31,8″ N, 69° 46′ 31,1″ W                 | Gardiner |                                   |
| 3     | Shrewsbury Round Barn    |      | 19. Feb. 1982 ID-Nr. 82000758 | 109 Benton Avenue 44° 32′ 59,6″ N, 69° 37′ 25,2″ W               | Winslow  |                                   |